# Palaeoananteris
Genre
Palaeoananteris est un genre fossile de scorpions de la famille des Ananteridae.

## Distribution
Les espèces de ce genre ont été découvertes dans de l'ambre de la Baltique et de Rivne en Ukraine. Elles datent du Paléogène.

## Liste des espèces
Selon World Spider Catalog 23.5 :
- † Palaeoananteris ribnitiodamgartensis Lourenço & Weitschat, 2001
- † Palaeoananteris ukrainensis Lourenço & Weitschat, 2009
- † Palaeoananteris wunderlichi Lourenço, 2004

## Systématique et taxinomie
Ce genre a été décrit par Lourenço et Weitschat en 2001 dans les  Buthidae. Il est placé dans les Ananteridae par Ythier en 2024.

## Publication originale
- Lourenço & Weitschat, 2001 : « Description of another fossil scorpion from Baltic amber with considerations on the evolutionary levels of Cenozoic Buthoidea. » Mitteilungen aus dem Geologisch-Paläontologischen Institut der Universität Hamburg, vol. 85, p. 277–283.